# Линчёпинг (женский футбольный клуб)
Линчёпинг (швед. Linköpings Fotboll Club) — женский профессиональный футбольный клуб из города Линчёпинг (лен Эстергётланд), Швеция, выступающий в Дамаллсвенскане. Команда образовалась в 2003 году после перехода футбольного клуба «Кенти» в систему мужского хоккейного клуба «Линчёпинг». Свой первый сезон в Шведской Высшей лиге команда завершила на шестом месте. В 2009 году Линчёпинг завоевал пока единственное в своей истории чемпионство.

## Текущий состав
№		Позиция	Игрок
1	Швеция	Вр	София Лунгрен
1	Австралия	Вр	Брианна Дэвей
2	Швеция	Вр	Лина Рингшамр
6	Дания	Защ	Марианн Гайхеде
7	Швеция	Защ	Шарлотт Ролин
8	Швеция	Защ	Дженни Нордин
9	Швеция	Нап	Стина Блэкстениус
10	Швеция	ПЗ	Эмма Леннартссон
11	Нидерланды	ПЗ	Рене Слегерс
12	Швеция	ПЗ	Петра Ларссон
13	Швеция	ПЗ	Тильда Хеймерссон
14	Швеция	Нап	Паулин Хаммарлунд
15	Швеция	Защ	Джессика Самуэльссон
16	Дания	ПЗ	Пернилл Хардер
17	Швеция	Нап	Венера Рексхи
18	Финляндия	Нап	Линда Салльстрём
20	Швеция	Защ	Магдалена Эрикссон
21	Швеция	Защ	Майя Крантц
23	Германия	Нап	Эунис Бёкманн
25	Швеция	Нап	Йонна Андерссон

## Достижения
- Чемпион Швеции (1): 2009, 2016, 2017
- Обладатель Кубка Швеции (3): 2006, 2008, 2009, 2014, 2015